# Стрельбицький Теодор

гравюра Федора Стрільбицького «Чудотворна ікона Почаївської Божої Матері»

Теодор Стрільбицький (іноді — Федір Стрільбицький) — почаївський гравер другої половини XVIII — початку ХІХ ст. Автор гравюр на міді: «Апостоли Петро і Павло несуть модель Почаївської церкви» «Йов Почаївський», «Почаївська Богородиця», «Чернігівська Богородиця»; дереворити («Св. Іван Христитель», 1802); образки та мідерити типу народився картинок: «Лицар і смерть», «Два шляхи життя» тощо. На роботах Стрільбицького помітний вплив класицизму.

## Родовід
Українське прізвище «Стрельбицький (Стрільбицький)» походить із села Стрільбичі Львівської області. Вперше воно згадане в 1243 році, ще за князівських часів Галицько-Волинської держави (королівства Русь). Данило з Кульчиць, ловчий у руського короля Льва (Лева Даниловича).